# Роб Чейн
Роб Чейн (англ. Rob Cheyne; нар. 20 жовтня 1976) — колишній новозеландський тенісист.
Найвищу одиночну позицію світового рейтингу — 790 місце досяг 28 травня 2001, парну — 617 місце — 21 липня 2003 року.

## Фінали ITF Ф'ючерс

### Парний розряд: 3 (2–1)
| Результат | В-П | Дата     | Турнір                    | Покриття | Партнер        | Суперники                        | Рахунок       |
| --------- | --- | -------- | ------------------------- | -------- | -------------- | -------------------------------- | ------------- |
| Поразка   | 0–1 | Сер 2002 | Австрія F3, Крамзах       | Ґрунт    | Стефан Ваутерс | Іван Цинкуш Крешимир Риц         | 4–6, 6–7(4)   |
| Перемога  | 1–1 | Кві 2003 | Японія F1, Кофу (Яманасі) | Килим    | Марк Нілсен    | Кацусі Фукуда Міхаель Рідерстедт | 4–6, 6–4, 6–3 |
| Перемога  | 2–1 | Кві 2003 | Японія F2, Токіо          | Тверде   | Марк Нілсен    | Міяо Дзьодзі Ясуо Міядзакі       | 6–0, 6–4      |